# Kvasir
Kvasir is de naam van een figuur uit de Noordse mythologie. Kvasir is een soort van diplomaat die de geschillen tussen Asen en Wanen op een vreedzame manier moet oplossen.
Toen deze beide godenfamilies na een oorlog vrede sloten gingen ze in een cirkel zitten, waarna iedere aanwezige wat speeksel toevoegde aan een grote ketel. Uit dit speeksel van Asen en Wanen werd Kvasir geschapen. Zijn taak was het om eventuele geschillen tussen de beide families op te lossen, zonder bloedvergieten.
Kvasirs naam betekent 'speeksel', wat verwijst naar zijn ontstaan.
Zijn wijsheid was bekend in de hele wereld. Er werd dan ook vaak een beroep op hem gedaan, waardoor hij veel rondreisde. Op een van deze reizen werd hij echter in een val gelokt en vermoord door twee dwergen, die uit waren op zijn wijsheid. Kvasir was niet wantrouwig, want op het moment dat de Asen en Wanen hem schiepen waren zij enkel vervuld van goede bedoelingen. Dat maakte het voor zijn moordenaars des te makkelijker.
Fjalar en zijn broer Galar, de beide dwergen, maakten uit het bloed van Kvasir de Dichtersmede door er gegiste honing aan toe te voegen.